# Jörg Partzsch
Jörg Partzsch (geboren am 12. September 1964 in Friedrichshafen am Bodensee) ist ein deutscher Musiker, Pädagoge und Komponist.

## Leben
Jörg Partzsch studierte am Konservatorium in Nürnberg und an der Hochschule für Musik in Detmold Fagott und Blockflöte.
Er unterrichtet an der Städtischen Musikschule Paderborn, als Lehrbeauftragter an der Universität Paderborn und als Gastdozent an der Bundesakademie für musikalische Jugendbildung in Trossingen.
Umfangreiche Arbeiten als freier Künstler, Pädagoge, sowie als Blockflötist und Fagottist.
Realisierung von Videoprojekten.
Seine pädagogischen Interessen liegen schwerpunktmäßig in der Vermittlung Neuer Musik und der Konzeption und Durchführung von interdisziplinären, künstlerisch-pädagogischen Projekten, in denen Musik, Tanz, Theater, Bildende Kunst, Video, Neue Medien ein musiktheatralisches Gesamtkonzept bilden; Projektarbeit mit unterschiedlichen Alters- und Zielgruppen, Zusammenführung von Profis und Laien. An der Bundesakademie Trossingen betreute er die Datenbank Neue Musik.
Als Komponist hat er ein vielschichtiges Werk vorgelegt, das Kompositionen aller Gattungen umfasst. Einige seiner Werke sind für musikalische Laien konzipiert.

## Stilistik und Ästhetik
Sein Kompositionsstil ist von der Beschäftigung mit den Parametern Struktur und Chaos in formaler Hinsicht sowie Phänotyp und Genotyp von Klangereignissen geprägt.
Das hat zur Folge, dass freie formale Abläufe mit komplexen, stark durchorganisierten Formen kombiniert werden. Geräuschhafte, freitonale und tonale Klangereignisse werden hier zu einem genauso sinnlichen, wie surrealen Klangkosmos verschmolzen.
Inspiriert ist sein Werk durch die intensive Beschäftigung mit Religion, Philosophie, Literatur und bildender Kunst - das führt hier zur Verbindung von Informellem mit Konkretem, wissenschaftlichem Denken und spirituellem Erleben, zur Verbindung von Alter Musik mit Neuer Musik: nicht als Vermischung, sondern als transformierte Neuschöpfung.

## Werke (Auswahl)

### Orchesterwerke
- BLICKE für Fagott mit zwei Orchestergruppen und Projektionen ad lib.
- Sushi mit Ciaccona Fresko für großes Blockflötenorchester
- Dádiva - Dança fantástica für Blockflötenorchester
- Idee fixe für Sopran und Blockflötenorchester
- SYSTEMFLIRTS für einen Solisten mit Midi-Blaswandler und Fagott, i-Pad Orchester, Sprecher und Sinfonieorchester
- Aus der Tiefe rufe ich, Herr, zu Dir - instrumentale Motette für 4 chöriges Blockflötenorchester

### Musiktheater
- In principio Tanztheater für Kinder und jugendliche Tänzer, Instrumentalisten (großes Blfl.-ensemble), 4 Trp. und 3 Hrf. oder Cemb. oder Klav, elektronische Klänge
- BEWEGUNGEN - Musiktheater für Tänzer, Instrumentalisten, elektronische Musik, Dia- und Videoinstallation in 9 Szenen
- PARALLELPROZESS Klangtheater

### Chorwerke
- Götterdämmerung (H. Heine) für gemischten Chor a cappella
- SUPER LIBER ORDINARIUS – Oratorium für Blockflötenduo, Zink, Elektronik und Sprecher/Sänger
- Psalm-Meditation für gemischten Chor und Solo-Fagott
- Semiaramis-Rhizom eine Hommage für Blockflöte und 6 Sänger
- Die Weihnachtsgeschichte Oratorium für Kinder- / Jugendchor, Solistin (ad lib.) und Orchester oder 2 Klaviere

### Kammermusik
- 3125 Tangos für Klarinette, Trompete, Violine, Violoncello und Kontrabass
- Echo und Narzissus – Szenische Musik für 3 Blfl., 2 Fag., Kfg., (Hrf), 2 Vl. Va., 2 Vc. (oder Vc. und Kb.)
- Concertino für Fagott und elektronische Klänge mit Projektionen (ad lib.) (Concertino für Fagott und Zuspielklänge 1st Mo - YouTube)
- Freaky Flirt five imaginativly centrifuged dances for woodwind-quintett
- NEUE GEISTER im Andenken an Robert Schumann für Fagott und Klavier (Neue Geister - YouTube)
- Capriccio und Blues für Fagott und Klavier (Capriccio und Blues - YouTube)
- Spiegel-Splitter für Blockflöte, Zuspielklänge und Live-Elektronik
- NEBENWIRKUNGEN für Blockflöte, Flöte und Zuspielungen
- Liebeslied-Hybriden (Alchemistisches Manifest Nr. 1) für Fagott und Klavier
- Choralfantasien für Fagott und Klavier
- Lyrische Momente für Klarinette, Fagott und Schlagzeug
- Litanei für Blockflöte und Gitarrenquartett
- Hinos brasileiros do povo de Deus für 2 Blockflöten

## Auszeichnungen
- Internationaler Wettbewerb für Computer- und Synthesizermusik, Braunschweig
- Compania Wettbewerb der Stadt Münster
- Landesmusikrat NRW